# Интерактивная социолингвистика
Интерактивная социолингвистика — это раздел лингвистики, который использует дискурсивный анализ для изучения того, как пользователи языка создают смысл посредством социального взаимодействия. Это один из способов с помощью которых лингвисты смотрят на пересечения человеческого языка и человеческого общества; другие области, которые придерживаются этой точки зрения, — это языковое планирование, изучение языков меньшинств и количественная социолингвистика. Интерактивная социолингвистика — это теоретическая и методологическая основа в рамках дисциплины лингвистической антропологии, который сочетает в себе методологию лингвистики с культурным учетом антропологии, для того чтобы понять как использование языка влияет на социальное и культурное взаимодействие. Интерактивная социолингвистика была основана Джоном Джозефом Гамперцем.

## Джон Джозеф Гамперц
Джон Джозеф Гамперц был неотъемлемой фигурой в укреплении антропологии как академической дисциплины, а также в создании междисциплинарной области лингвистической антропологии . Он сыграл решающую роль в установлении взглядов будущих ученых на язык, культуру и социальное значение. Гамперц проводил этнографическую работу по всему миру, а также преподавал во многих уважаемых университетах США. Он работал с несколькими великими мыслителями из разных дисциплин (включая психологию, социологию, лингвистику, антропологию), чтобы создать свою основу для интерактивной социолингвистики.

## На практике
С точки зрения методов исследования, интеракциональные социолингвисты анализируют аудио или видео записи из разговоров или других взаимодействий между людьми. Что касается методологии дискурсивного анализа, с помощью которой можно выделить примеры интерактивной социолингвистики, существует множество способов анализа языка. Хотя Гамперц впервые применил свою схему несколько десятилетий назад, она до сих пор используется антропологами в своих исследованиях.
Часто исследователи сосредотачиваются на определенных лингвистических компонентах. Некоторые сосредотачиваются на использовании конкретных слов, включая коннотацию и иденксичность. Примером антрополога, использовавшего этот тип методологии в своей работе, является Дебора Шиффрин, которая выделила 12 слов для анализа в своем исследовании еврейских общин и их использования речи в Филадельфии.
Лингвистический анализ это такие методы как изучение лингвистических структур и ролей, которые играют большую роль в использовании дискурсивного анализа для установления реляционных структур.
Анализ фокусируется не только на языковых формах, таких как слова, предложения, грамматика, фонология.и т. д., но также и на тонких репликах, таких как просодия и регистр, которые сигнализируют о контекстуальной предпосылке.
Лингвистический анализ это не единственный компонент, который обязателен для установления примеров интерактивной социолингвистики. Культура также играет большую роль в понимании этого явления. Многие лингвистические антропологи пришли к пониманию того, что язык и культура не отдельными сущностями, а фактически приходятся процессами, которые работают рука об руку . Эти контекстуальные сигналы культурно специфичны и обычно бессознательны.
Лингвистическая антропология помогает выявить неявные особенности культуры, которые часто могут быть неизвестны говорящему. Когда участники разговора принадлежат к разным культурным традициям, они могут не распознавать эти тонкие сигналы в речи друг друга, что приводит к недопониманию. Сама идея непонимания, контекстуализации и культуры широко исследовалась с использованием концепции интерактивной социолингвистики Гамперца. Один из основных способов, которыми часто используется структура Джона Джозефа — это шутки и то, как, когда и почему они используются в разговоре в определенной культуре.
Кэтрин Эванс Дэвис — антрополог, проводивший исследования с использованием методологии интерактивной социолингвистики. Она использует его в своем этнографическом исследовании, чтобы понять, как начинающие, которые изучают язык, пытаются понимать социальное взаимодействие используя шутки в разговоре с носителями языка. В своей работе она обсуждает полезность теории Гамперц в методологии, поскольку Кэтрин подчеркивает разговорный анализ с целью интерпретации различных языковых практик, в данном случае юмора и шуток. Шутки и юмор — не единственная область, в которой полезен интерактивный социолингвистический дискурсивный анализ. Это действенная и эффективная исследовательская база для всех, кто интересуется тем, как язык взаимодействует с культурой и смыслом.
Карен Грейнджер использовала дискурсивный анализ в своей работе, касающейся взаимоотношений между опекунами пожилыми людьми. «В своей статье Ориентация на реальность в учреждениях для пожилых людей: взгляд из интерактивной социолингвистики» Карен использует интерактивную социолингвистику, чтобы противостоять процессу терапии пожилых людей, который называется «Ориентация на реальность». В этой статье Грейнджер используетдискурсивный анализ, чтобы исследовать некоторые сценарии и способы речи, которых придерживаются терапевты. Использование концепции Гамперца таким образом показало, что этот тип терапии, возможно, создает больший разрыв между пациентами и персоналом. Здесь Карен использует интерактивную социолингвистику, чтобы понять, как создаются и поддерживаются структуры власти, намеренно или невольно. Теории, лежащие в основе интерактивной социолингвистики, не имеют ограничений по областям исследования, к которым они могут быть применены, поскольку они дают ответы на всегда актуальный вопрос о взаимоотношениях между культурой и языком.